# Мафетенг
Мафетенг (сесото Mhafetenge) — місто в Лесото, адміністративний центр району Мафетенг. Населення — близько 61 000 чоловік (2004).

## Історія
Місто було засноване в 1880 році, як фортеця в тодішньому протектораті Басутоленд. Як наслідок, на місто часто нападали зулуси та бури. В 1912 році Вільямом Скоттом був відкритий фрезерувальний завод. В 1966 році, після того як британські війська покинули країну, місто увійшло до складу незалежної держави Лесото.

## Географія
Мафетенг знаходиться за 12 км від кордону з Південно-Африканською Республікою. Місто з усіх сторін оточене горами та річками. Неподалік від Мафетенга знаходиться єдиний в країні Національний парк, який було відкрито одразу після здобуття королівством незалежності.

### Клімат
Місто знаходиться у зоні, котра характеризується морським кліматом. Найтепліший місяць — січень із середньою температурою 21.5 °C (70.7 °F). Найхолодніший місяць — червень, із середньою температурою 7.8 °С (46 °F).
| Клімат Мафетенга        | Клімат Мафетенга | Клімат Мафетенга | Клімат Мафетенга | Клімат Мафетенга | Клімат Мафетенга | Клімат Мафетенга | Клімат Мафетенга | Клімат Мафетенга | Клімат Мафетенга | Клімат Мафетенга | Клімат Мафетенга | Клімат Мафетенга | Клімат Мафетенга |
| Показник                | Січ.             | Лют.             | Бер.             | Квіт.            | Трав.            | Черв.            | Лип.             | Серп.            | Вер.             | Жовт.            | Лист.            | Груд.            | Рік              |
| Середній максимум, °C   | 28,6             | 26,6             | 24,9             | 21,1             | 17,8             | 15,1             | 15,9             | 18,1             | 22,3             | 23,6             | 25,7             | 27,7             | 22,3             |
| Середня температура, °C | 21,5             | 20,3             | 18,5             | 14,5             | 10,7             | 7,8              | 8,1              | 10,1             | 14,5             | 16,3             | 18,5             | 20,3             | 15,1             |
| Середній мінімум, °C    | 14,9             | 14,1             | 12,4             | 8,2              | 3,8              | 0,5              | 0,6              | 2,4              | 6,8              | 9,1              | 11,5             | 13,4             | 8,1              |
| Норма опадів, мм        | 108.4            | 98.1             | 100.6            | 67.4             | 23.7             | 16.3             | 10.8             | 19.8             | 27.9             | 55.9             | 81.3             | 75.7             | 685.9            |
| Днів з опадами          | 12,2             | 12               | 12,1             | 8,9              | 4,1              | 2,6              | 2,5              | 2,8              | 4                | 8,6              | 9,2              | 10,8             | 89,8             |
| Вологість повітря, %    | 54.1             | 59.5             | 62               | 63.5             | 59.1             | 60.2             | 55.8             | 48.4             | 47               | 50.6             | 52.6             | 52.1             | 55.4             |
| ----------------------- | ---------------- | ---------------- | ---------------- | ---------------- | ---------------- | ---------------- | ---------------- | ---------------- | ---------------- | ---------------- | ---------------- | ---------------- | ---------------- |
| Джерело: Weatherbase    |                  |                  |                  |                  |                  |                  |                  |                  |                  |                  |                  |                  |                  |